# Middelharnis
Middelharnis (dân số khoảng 18.000 người trong năm 2009) là một đô thị ở phía tây Hà Lan, trong tỉnh Zuid-Holland. Đô thị này có diện tích 86,79 km² (trong đó 25,63 km² mặt nước).
Đô thị này bao gồm  các khu vực dân cư sau:
- Battenoord
- Middelharnis (6.200 người)
- Nieuwe-Tonge (2.800 người)
- Sommelsdijk (7.400 người)
- Stad aan 't Haringvliet (1.400 người)